# マレー郡 (ミネソタ州)
マレー郡（英: Murray County）は、アメリカ合衆国ミネソタ州の南西部に位置する郡である。2010年国勢調査での人口は8,725人であり、2000年の9,165人から4.8％減少した。郡庁所在地はスレイトン市（人口2,153人）であり、同郡で人口最大の都市でもある。

## 歴史
1880年代、郡庁所在地をカーリーにするかスレイトンにするかで「戦争」状態があった。
ミネソタ州ではその歴史が始まって以来、2回藤田スケールF-5の竜巻に襲われたが、どちらもマレー郡で起こった。1968年6月13日のトレーシー竜巻と1992年6月16日のチャンドラー・レイクウィルソン竜巻であり、マレー郡で始まり、北のライアン郡に移動した。

## 地理
アメリカ合衆国国勢調査局に拠れば、郡域全面積は719.52平方マイル (1,863.5 km2)であり、このうち陸地704.43平方マイル (1,824.5 km2)、水域は15.09平方マイル (39.1 km2)で水域率は2.10％である。ミシシッピ川とミズーリ川の分水界が郡の西部、チャンドラーの近くを走っており、地元ではバッファローリッジと呼ばれている。

### 湖
マレー郡には21の湖があり、そのうち3つは隣接する郡に跨っている。

### 主要高規格道路
- アメリカ国道59号線
- ミネソタ州道30号線
- ミネソタ州道62号線
- ミネソタ州道91号線
- ミネソタ州道267号線

### 隣接する郡
- ライアン郡 - 北
- レッドウッド郡 - 北東
- コットンウッド郡 - 東
- ノーブルズ郡 - 南
- ロック郡 - 南西
- パイプストーン郡 - 西

## 人口動態

人口ピラミッド

以下は2000年の国勢調査による人口統計データである。
| 基礎データ - 人口: 9,165人 - 世帯数: 3,722 世帯 - 家族数: 2,601 家族 - 人口密度: 5人/km2（13人/mi2） - 住居数: 4,357軒 - 住居密度: 2軒/km2（6軒/mi2） 人種別人口構成 - 白人: 98.34% - アフリカン・アメリカン: 0.10% - ネイティブ・アメリカン: 0.22% - アジア人: 0.21% - 太平洋諸島系: 0.02% - その他の人種: 0.45% - 混血: 0.67% - ヒスパニック・ラテン系: 1.74% 先祖による構成 - ドイツ系：47.3％ - ノルウェー系：12.9％ - オランダ系：12.5％ - スウェーデン系：5.1％ 年齢別人口構成 - 18歳未満: 25.0% - 18-24歳: 5.9% - 25-44歳: 23.3% - 45-64歳: 24.7% - 65歳以上: 21.2% - 年齢の中央値: 42歳 - 性比（女性100人あたり男性の人口） - 総人口: 98.5 - 18歳以上: 97.0 | 世帯と家族（対世帯数） - 18歳未満の子供がいる: 29.0% - 結婚・同居している夫婦: 62.5% - 未婚・離婚・死別女性が世帯主: 4.6% - 非家族世帯: 30.1% - 単身世帯: 27.1% - 65歳以上の老人1人暮らし: 15.3% - 平均構成人数 - 世帯: 2.42人 - 家族: 2.94人 収入と家計 - 収入の中央値 - 世帯: 34,966米ドル - 家族: 40,893米ドル - 性別 - 男性: 27,101米ドル - 女性: 19,636米ドル - 人口1人あたり収入: 17,936米ドル - 貧困線以下 - 対人口: 8.3% - 対家族数: 6.3% - 18歳未満: 8.4% - 65歳以上: 9.4% |

## 都市と郡区
| 都市 | 郡区 | 郡区 | 未編入の町                    |
| --- | --- | --- | ----------------------------- |
| - アボカ - チャンドラー - カーリー - ダブレイ - ファルダ - ハドレー - イオナ - レイクウィルソン - スレイトン - 郡庁所在地 - ザ・レイクス（国勢調査指定地域） | - ベルファスト - ボンディン - キャメロン - チャナランビー - デモインリバー - ダブレイ - エルズバラ - フェントン - ホーリー - イオナ | - レイクサラ - リーズ - ライムレイク - ロービル - メイソン - ムールトン - マレー - シェテック - スカンディア - スレイトン | - ライムクリーク - ウィロック |